# 2006 en football américain
| Années du football américain : 2003 - 2004 - 2005 - 2006 - 2007 - 2008 - 2009    |
| Décennies du football américain : 1970 - 1980 - 1990 - 2000 - 2010 - 2020 - 2030 |

Les faits marquants de l'année 2006 en football américain

## Janvier
- 2 janvier : Les Buckeyes d'Ohio State s'imposent 34-20 face au Fighting Irish de Notre Dame dans le Fiesta Bowl
- 2 janvier : Les Mountaineers de la Virginie-Occidentale s'imposent 38-35 face aux Bulldogs de la Géorgie dans le Sugar Bowl
- 3 janvier : Après trois prolongations, les Nittany Lions de Penn State s'imposent 28-26 face aux Seminoles de Florida State dans l'Orange Bowl
- 4 janvier : Les universitaires des Longhorns du Texas remportent le Rose Bowl Game par 41 à 38 face aux Californiens des Trojans d'USC.
- 7 janvier : NFL 2005-2006, Wild cards AFC : Nlle-Angleterre 28-3 Jacksonville
- 7 janvier : NFL 2005-2006, Wild cards NFC : Tampa Bay 10-17 Washington
- 8 janvier : NFL 2005-2006, Wild cards AFC : Cincinnati 17-31 Pittsburgh
- 8 janvier : NFL 2005-2006, Wild cards NFC : NY Giants 0-23 Carolina
- 14 janvier : NFL 2005-2006, Demi-finale AFC : Denver 27-13 New England
- 14 janvier : NFL 2005-2006, Demi-finale NFC : Washington 10-20 Seattle
- 15 janvier : NFL 2005-2006, Demi-finale AFC : Indianapolis 18-21 Pittsburgh
- 15 janvier : NFL 2005-2006, Demi-finale NFC : Chicago 21-29 Carolina
- 22 janvier : NFL 2005-2006, Finale AFC : Denver 14-35 Pittsburgh
- 22 janvier : NFL 2005-2006, Finale NFC : Seattle 34-14 Carolina

## Février
- 5 février : NFL 2005-2006, Super Bowl XL : Les Steelers de Pittsburgh s'imposent dans le Super Bowl 21-10 face aux Seahawks de Seattle.
- 12 février : La NFC s'impose 23-17 à l'occasion du Pro Bowl.

## Avril
- 29 et 30 avril : 71e édition de la Draft NFL. Mario Williams, defensive end du Wolfpack de North Carolina State est choisi en premier par les Texans de Houston.

- 21 avril : Casque d'Argent 2006 : Les Ours de Toulouse s'imposent en finale du championnat de D3 face aux Pygargues de Troyes sur le score de 30 à 7. Alain Pompee (Running back - Ours) est élu MVP.

## Mai
- 27 mai : NFL Europe : Francfort Galaxy s'impose 22-7 en finale du World Bowl contre les Amsterdam Admirals. Il s'agit du troisième succès en World Bowl pour la Galaxy.
- 28 mai : Championnat d'Espagne : Les Firebats de Valence s'imposent 13-0 en finale contre les Pioners de L'Hospitalet. Il s'agit du premier titre national pour les Firebats.

## Juin
- 4 juin : Championnat de Belgique : Les West-Vlaanderen Tribes s'imposent 23-14 en finale contre les Tournai Phoenix.
- 11 juin : ArenaBowl : le Rush de Chicago s'impose 69-61 en finale contre les Predators d'Orlando.
- 17 juin : Casque de diamant 2006 : Les Flash de La Courneuve s'imposent 48-17 en finale contre les Argonautes d'Aix-en-Provence.

## Juillet
- 2 juillet : Championnat des Pays-Bas : Les Amsterdam Crusaders s'imposent 27-20 en finale contre les Delft Dragons. C'est le 13e titre national des Crusaders, le cinquième de rang. Du côté des Dragons, c'était leur première apparition en finale.
- 14 juillet : Championnat d'Autriche : Les Raiders du Tyrol remportent leur deuxième titre national après celui conquis en 2004. Les Raiders s'imposent 43-13 les Vikings de Vienne à l'occasion de l'Austrian Bowl XXII.
- 22 juillet : Eurobowl 2006 : Les Autrichiens des Vikings de Vienne conservent leur couronne européenne en remportant la finale 41-9 face aux Français des Flash de La Courneuve.
- 29 juillet : Championnat d'Italie : Les Lions de Bergame s'imposent 24-12 en finale contre les Panthers de Parme. C'est le dixième titre national pour les Lions, le neuvième de rang. Pour les Panthers, il s'agissait de leur première apparition en finale.
- 30 juillet : Championnat d'Europe Juniors : L'équipe de France Juniors est sacrée championne d'Europe à Stockholm après sa victoire en finale face aux Juniors allemands (28-21).

## Août
- 5 août : Coupe du monde : En s'imposant 68 à 7 face au Danemark, l'Allemagne assure sa qualification pour la troisième édition de la Coupe du monde qui se tiendra en juillet 2007 au Japon.
- 20 août : Championnat d'Irlande : Les Dublin Rebels s'imposent en finale 44-11 face aux UL Vikings AFC.
- 31 août : Coup d'envoi du Championnat NCAA 2006.

## Septembre
- 2 septembre : Coupe du monde de flag football de l'IFAF : la France remporte les titres de champions de monde masculin et féminin en Corée du Sud.
- 7 septembre : Coup d'envoi de la Saison 2006 de la NFL.
- 10 septembre : Championnat de Suède : Stockholm Mean Machine remporte le titre en s'imposant en finale 24-21 face aux Carlstad Crusaders.
- 16 septembre : Championnat de Finlande : Les Porvoo Butchers conservent leur titre en s'imposant 41-22 en finale face aux Helsinki Wolverines.
- 24 septembre : Finale du championnat du Royaume-Uni. Les London Olympians s'imposent 45-30 face au London Blitz.

## Octobre
- 7 octobre : Finale du championnat d'Allemagne. Braunschweig Lions 31-13 Marburg Mercenaries.

## Décembre
- 6 décembre : Troy Smith (quarterback des Buckeyes d'Ohio State) vainqueur du trophée Heisman.

## Décès
- 16 février : Ernie Stautner, joueur américain de Foot US, 80 ans
- 16 mai : Dan Ross, joueur de football américain
- 21 juin : Theo Bell, joueur de football américain